# 阵营主义
阵营主义（英語：Campism）是一种认为世界被划分为若干个相互竞争的国家政治集团（又称“阵营”）的观念，并主张持左翼政治立场的人应支持某一特定阵营对抗其他阵营。与民族主义者不同，阵营主义者支持某一国家或国家政治集团并非出于种族或民族认同等原因，而是出于意识形态考量，因为他们相信该阵营代表并推进他们所信仰的意识形态，例如社会主义或反帝国主义。
通常而言，“第一阵营主义者”是指站在美国及其盟友一边的人；“第二阵营主义者”则是指支持与美国对立的国家集团的人，例如苏联及其盟友、社会主义国家，或俄罗斯及其盟友；而“第三阵营主义者”则是不支持任何一方，转而希望组织全球工人阶级建立一个独立于前两者的第三阵营。
阵营主义可以被看作是“二者取其轻”原则在全球权力政治中的一种应用：第一阵营主义者或第二阵营主义者认为，尽管他们所支持的阵营存在缺陷，但仍比对立阵营要好。